# Sân bay đô thị Stockton
Sân bay đô thị Stockton (tiếng Anh: Stockton Metropolitan Airport, mã sân bay IATA: SCK, mã sân bay ICAO: KSCK, mã sân bay FAA LID: SCK) là một sân bay công cộng nằm cách ba dặm Anh (5 km) về phía đông nam khu kinh doanh trung tâm (CBD) của Stockton một thành phố ở quận San Joaquin, tiểu bang California, Mỹ

## Lịch sử
United Airlines đã phục vụ tại sân bay Stockton từ năm 1946 đến năm 1980, PSA / USAir từ 1971-72 đến năm 1980 và 1984 đến năm 1991, Frontier / Continental từ 1980 đến năm 1988, và Southwest Airways và các công ty kế thừa của nó từ năm 1955 cho đến khi 1978-1979. Các chuyến bay bằng máy bay cánh quạt chở khách cuối cùng đã kết thúc vào năm 1995, công ty khu vực của America West đã cố gắng CRJ các chuyến bay đến Phoenix bắt đầu từ năm 2000-2001 nhưng đã để rời sân bay này trong năm 2003.
Trong tháng 6 năm 2006 Allegiant Air đã bắt đầu bay chuyến đi vòng đến Las Vegas và dịch vụ vẫn tiếp tục.
Ngày 26 Tháng Mười, 2007 Allegiant Air bắt đầu dịch vụ đến đến sân bay Phoenix-Mesa và vào 01 tháng 7 năm 2010 Allegiant Air bắt đầu dịch vụ đến Long Beach. Tuy nhiên, cả hai dịch vụ đã được ngưng.
Bắt đầu từ ngày 28 tháng 10, năm 2011, Allegiant Air sẽ bắt đầu hai lần các chuyến bay hàng tuần từ Stockton đến Palm Springs.
Việc Allegiant thành công tại sân bay có thể giúp thu hút các tàu sân bay khác đến sân bay. Tỷ lệ chỗ của Allegiant phải đạt mức khoảng 90%, trên mức cần thiết để duy trì dịch vụ có lợi nhuận.
Sân bay này hy vọng sẽ cung cấp cho cư dân trong khu vực nhiều lựa chọn hơn cho các chuyến bay từ sân bay và đã được hy vọng để đảm bảo dịch vụ bay tới các điểm đến khác nhau và các sân bay trung tâm lớn và tăng cơ hội vận chuyển hàng hóa.